# Idioma kwadi
El kwadi es una lengua extinta del África meridional que presentaba clics, por lo que se agrupa dentro de las lenguas joisanas, hacia 1950 solo quedaban unos cincuenta kwadis en el extremo suroccidental de Angola, de los cuales solo 4 o 5 eran hablantes competentes en la lengua propia del grupo. En 1965 se conocían tres semihablantes, pero en 1981 no se pudo encontrar ya ningún hablante ni semihablantes, por lo que actualmente se considera totalmente extinta.

## Historia
Los kwadi, denominados kwepe por los pueblos bantú vecinos, parecen ser los restos de una población de cazadores-recolectores sobrevivientes a la expansión bantú. Se supone que podrían estar históricamente emparentados con los cimba, los kwisi y los damara, que adoptaron el idioma khoekhoe como lengua usual. Inicialmente, al igual que los kwisi parece que los kwadi fueron originalmente pescadores, que vivían en el bajo río Coroca.
Los kwadi se conocen alterntivamente también como koroka (o ba-koroka, curoca, koroka, ma-koroko, mu-coroca), cuanhoca o cuepe.

## Clasificación
Debido a que el kwadi está muy pobremente documentado, no existe demasiado material lingüístico que permita clasificarlo filogenéticamente. A veces se considera que dentro de las lenguas joisanas podría estar más cercanamente relacionado con las lenguas khoe (khoisán central), aunque esta propuesta es controvertida. Los adherentes de este parentesco sostienen que el kwadi parece retener elementos del proto-khoe que han desaparecido en las lenguas khoe occidentales por el influjo de las lenguas juu (khoisán septentrional) de Botsuana.

## Dialecto
- Zorotua (Va-sorontu)